# Jůžov
Jůžov nebo také Južov či Zbuzy je lovecký zámeček v lesích téměř 2,5 km východně od Buzic v okrese Strakonice, nedaleko osady Buzičky. Nechal jej postavit Ferdinand Karel Otto František Maria Hildprandt z Ottenhausenu roku 1902 pro svou manželku Josefinu (14. března 1872, Český Dub – 9. června 1939, Blatná), nazývanou Jůža nebo Juža. Roku 2007 byla započata jeho rekonstrukce, která nadále pokračuje. Drobná stavba je v soukromém vlastnictví.